# Глаза без лица
Глаза без лица (фр. Les yeux sans visage) — французский фильм ужасов 1960 года, снятый режиссёром Жоржем Франжю по одноимённому роману Жана Редона. Фильм известен своими натуралистическими сценами пластической хирургии и показом изуродованных человеческих лиц.

## Сюжет
Ночью женщина на машине привозит труп девушки к реке и бросает его в воду. Полиция находит тело и предлагает опознать его доктору Женессье, у которого недавно пропала дочь Кристиан. Женессье утверждает, что это его дочь, после чего проходят похороны, на которых присутствует в том числе жених Кристиан. Однако в действительности Кристиан жива — несколько дней назад она попала в автомобильную аварию вместе со своим отцом, в результате чего у неё обгорела кожа лица. Теперь Женессье пытается вернуть лицо дочери — первая операция прошла неудачно, и девушка, кожу которой он хотел пересадить Кристиан, умерла. Женессье просит дочь временно носить белую маску, плотно прилегающую к лицу. Кристиан набирает по телефону номер своего жениха, но ничего не говорит ему.
Тем временем Луиза, ассистентка Женессье (именно она в начале фильма сбрасывает труп в реку) находит в городе девушку по имени Эдна, по внешним данным напоминающую Кристиан. Луиза обманом завлекает Эдну в клинику Женессье, где он усыпляет её. Женессье проводит операцию по пересадке Кристиан кожи с лица Эдны. Операция проходит успешно, но на следующий день Эдна вырывается из помещения для операций и пытается сбежать, однако выпадает из окна и погибает. Женессье хоронит Эдну в том же склепе, где ранее под видом Кристиан похоронили другую жертву. Дочери Женессье говорит, что теперь она может начать новую жизнь под новым именем.
Через несколько дней начинается процесс отторжения кожи на лице Кристиан, и ей снова приходится ходить в маске. Она вновь звонит по телефону своему жениху Жаку и теперь произносит его имя, Жак узнаёт её и обращается в полицию, где уже ведут расследования исчезновения нескольких девушек. Заподозрив Женессье и его ассистентку, полицейские при помощи Жака направляют в клинику доктора другую девушку, Паулетту, чтобы проверить, не задержит ли её Женессье. Однако тот быстро выписывает Паулетту, и полиция решает, что их подозрение было неверным. На самом же деле на выходе из клиники девушку сажает в машину Луиза.
Чуть позже Женессье готовится сделать новую операцию. Когда он выходит во двор, чтобы поговорить с полицейскими, Кристиан освобождает уже лежащую на операционном столе Паулетту, убивает вошедшую Луизу, а затем выпускает всех собак доктора, на которых он ставил опыты по пересадке кожи. На улице собаки набрасываются на доктора и убивают его. Кристиан в окружении также освобождённых ею из клетки белых голубей выходит на улицу и углубляется в лес.

## В ролях
| Актёр             | Роль              |
| ----------------- | ----------------- |
| Пьер Брассёр      | доктор Женессье   |
| Эдит Скоб         | Кристиан Женессье |
| Алида Валли       | Луиза             |
| Франсуа Герен     | Жак Вернон        |
| Жюльет Майниель   | Эдна Грюбер       |
| Александр Риньо   | инспектор Паро    |
| Беатрис Альтариба | Паулетта Меродон  |

## Прокат
Во время показа фильма в Шотландии многим зрителям в зале стало плохо. Режиссёр фильма Жорж Франжю жёстко пошутил по этому поводу, что после этого случая он не удивлен, что шотландцы носят юбки.
В США фильм вышел в ограниченный прокат под названием «Камера ужасов доктора Фаустуса» (англ. The Horror Chamber of Dr. Faustus) с дубляжём на английском языке и в урезанном виде — в частности, в нём была вырезана сцена хирургической операции.

## Критика
После выхода на экраны фильм подвергся жесточайшей критике как во Франции, так и за её границей. По словам российского журналиста и кинокритика Дмитрия Комма, единственный критик в Англии, написавший положительную рецензию на фильм, был уволен из редакции.
Однако со временем оценки стали меняться.
Педро Альмодовар говорил, что этот фильм один из его любимых, влияние которого прослеживается в его картине «Кожа, в которой я живу».
Гильермо дель Торо, сравнивая фильм Франжю с фильмом Жана Кокто «Красавица и чудовище» и называя их великолепными, говорил, что: «…Это мрачное поэтическое кино об ужасе и скоротечности жизни. Возвышенные, практически эфемерные образы этих фильмов транслируют в зрительный зал идею гибели и потери: безумная, хрупкая любовь, отчаянно цепляющаяся за последнюю надежду в водовороте тьмы».

## Влияние
Фильм самым серьёзным образом повлиял на жанр фильмов ужасов. Натуралистические сцены пластических операций показались многим режиссёрам весьма пугающими, и они стали вставлять их в собственные фильмы.
Белая, пугающая маска, которую носит главная героиня фильма, была использована режиссёром Джоном Карпентером при создании образа Майкла Майерса — убийцы-маньяка из фильма ужасов «Хэллоуин». Карпентер признавался в любви к фильму «Глаза без лица» и влиянию, которое тот на него оказал.